# Дракула химера
Дракула химера  (лат. Dracula chimaera) — вид травянистых растений семейства Орхидные.

## Синонимы
По данным Королевских ботанических садов в Кью:
- Masdevallia chimaera Rchb.f., 1872 basionym
- Masdevallia backhousiana Rchb.f., 1879
- Masdevallia senilis Rchb.f., 1885
- Masdevallia wallisii var. stupenda Rchb.f., 1885
- Masdevallia chimaera var. backhousiana (Rchb.f.) A.H.Kent in H.J.Veitch, 1889
- Masdevallia chimaera var. senilis (Rchb.f.) A.H.Kent in H.J.Veitch, 1889
- Dracula senilis (Rchb.f.) Luer, 1978

## Описание
Основная часть цветка — три сросшихся почти до половины коричневато-малиновых или желтоватых с малиновыми крапинками чашелистика. Их верхушки продолжаются в виде длинных, почти нитевидных малиновых окончаний, придающих этой орхидее совершенно необычный вид. Центр цветка составляет белая губа — фрагмент венчика. Два тёмных пятна в основании колонки — сросшейся тычинки и части пестика — напоминают змеиные глаза.

## Распространение
В диком виде встречается в горных лесах Колумбии на высотах 1 500—3 000 метров над уровнем моря. Растения поселяются на деревьях и кустарниках, главным образом в развилках ветвей, где скапливаются полуразложившиеся листья, где всегда влажно и тенисто. Больше девяти месяцев в году влажность воздуха здесь близка к максимальной, обычны туманы и обильные росы.